# Saurauia selerorum
Saurauia selerorum är en tvåhjärtbladig växtart som beskrevs av Buscalioni. Saurauia selerorum ingår i släktet Saurauia och familjen Actinidiaceae. Inga underarter finns listade i Catalogue of Life.